# Sinterklaas boot (Boten Anna)
„Sinterklaas boot (Boten Anna)” – singel holenderskiego zespołu Gebroeders Ko, drugi cover utworu „Boten Anna” Basshuntera tego zespołu. Poprzednim coverem była piosenka o tym samym tytule.

## Lista utworów
- CD Singel (26 października 2006)[1]

1. „Sinterklaas boot (Boten Anna)” – 3:21
2. „Waar is de wegwijspiet” – 2:53

## Notowania na listach przebojów
| Kraj     | Lista (2006)   | Najwyższa pozycja |
| -------- | -------------- | ----------------- |
| Holandia | Single Top 100 | 2                 |